# Aeroportul Mustique
Aeroportul Mustique (IATA: MQS, ICAO: TVSM) este un aeroport din Mustique⁠(d), Grenadines Parish⁠(d), Sfântul Vincențiu și Grenadine.
Situat la o altitudine de 10 m, aeroportul dispune de o singură pistă.